# هاهو وينوا

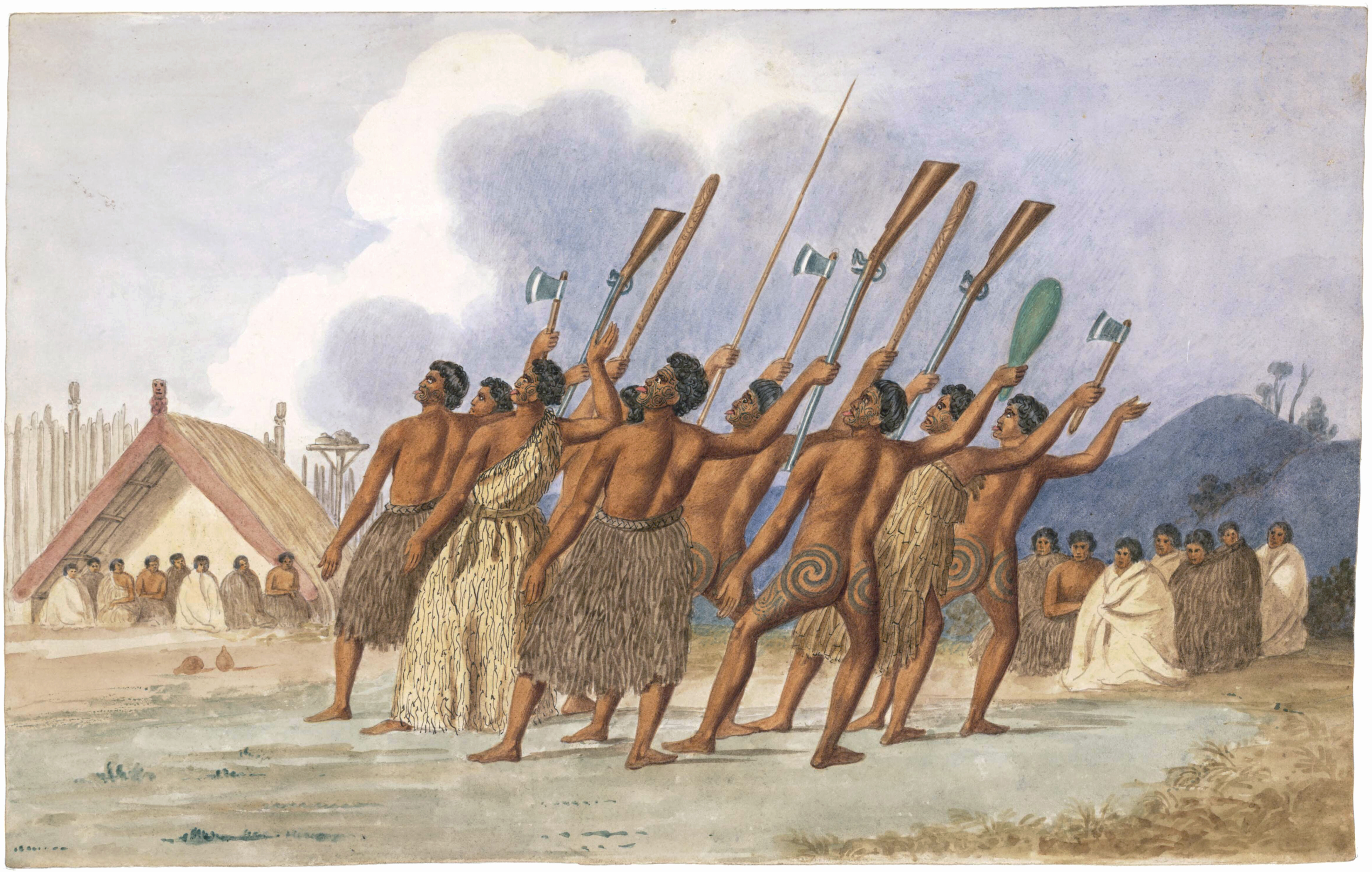
رقصة الحرب، نيوزيلندا

هاهو وينوا (بالإنجليزية: Hahau - Whenua)‏ «البحث عن الأرض». اسم من أسماء نيوزيلاندا، عندما رفعها ماوي Maui من قاع البحر. لا يعيش فيها إلا الآلهة. وتشبه الجزيرة سمكة كبيرة، تمتلئ بالطعام الطيب.